# Abruzzo Citra
L'Abruzzo Citeriore (anche Abruzzo Citra, Abruzzo Basso, Abruzzo Inferiore, o Marrucina) fu una unità amministrativa prima del Regno di Sicilia, poi del Regno di Napoli ed, infine, del Regno delle Due Sicilie.

## Descrizione
Questo territorio fu costituito in giustizierato nel 1273 da Carlo I d'Angiò con il Diploma di Alife, che formalizzò la divisione del Giustizierato d'Abruzzo, creato dall'Imperatore Federico II, in due distretti amministrativi, l'Aprutium ultra flumen Piscariae e l'Apriutium citra flumen Piscariae (Abruzzo oltre il fiume Pescara ed Abruzzo al di qua del fiume Pescara). Il capoluogo era Chieti ed i confini del giustizierato abbracciavano grossomodo buona parte dell'attuale provincia di Chieti.

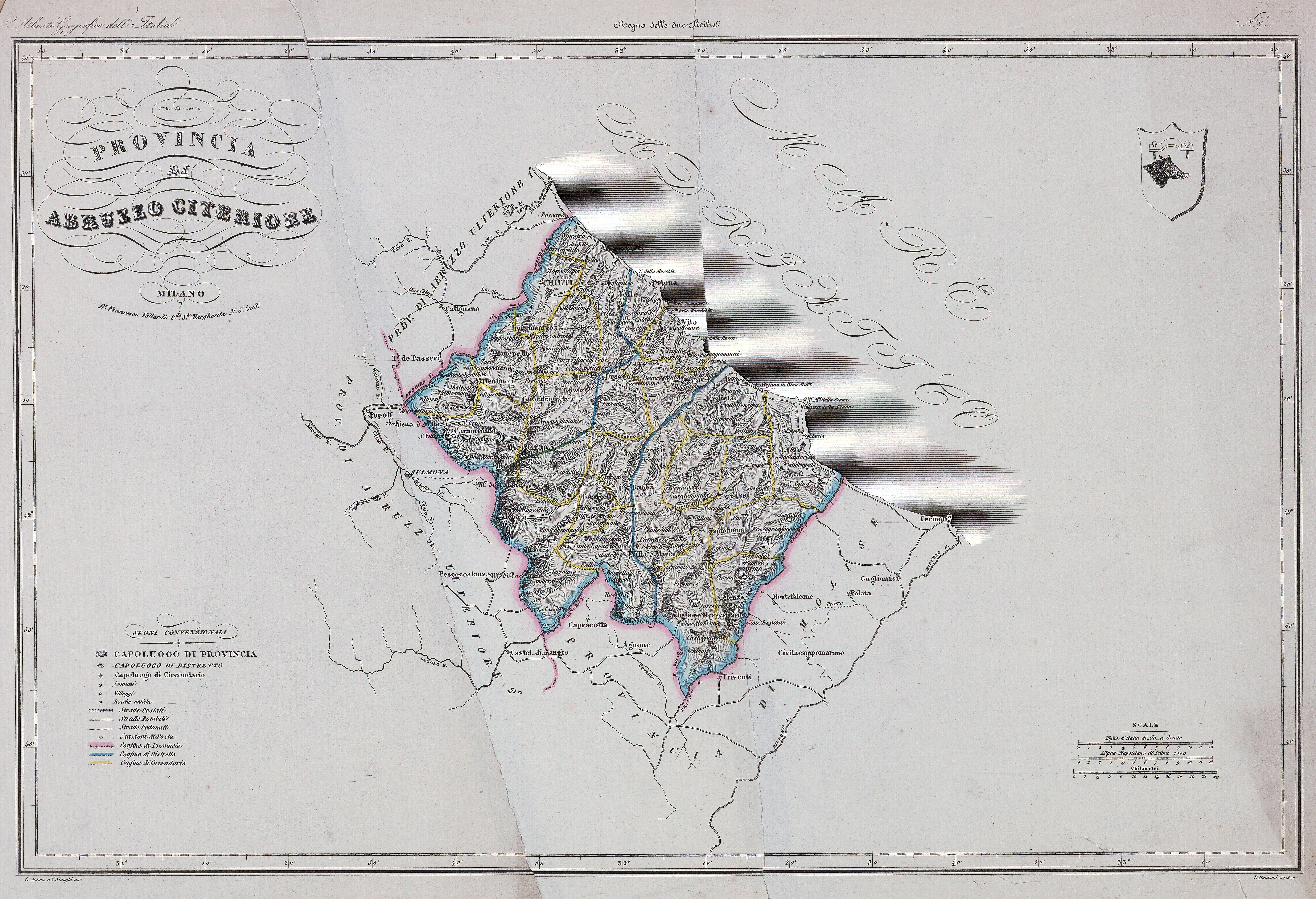
Mappa della provincia negli anni 1860

Con la legge 132 del 1806 Sulla divisione ed amministrazione delle province del Regno, varata l'8 agosto di quell'anno, Giuseppe Bonaparte riformò la ripartizione territoriale del Regno di Napoli sulla base del modello francese e soppresse il sistema dei giustizierati. Negli anni successivi (tra il 1806 ed il 1811), una serie di regi decreti completò il percorso d'istituzione delle province con la specifica dei comuni che in esse rientravano e la definizione dei limiti territoriali e delle denominazioni di distretti e circondari in cui veniva suddivisa ciascuna provincia.
Dal 1º gennaio 1817 l'organizzazione amministrativa venne definitivamente regolamentata con la Legge riguardante la circoscrizione amministrativa delle Provincie dei Reali Domini di qua del Faro del 1º maggio 1816.
La sede degli organi amministrativi era ubicata nell'ex convento dei Domenicani di Chieti, attuale sede della prefettura.
La provincia, con capoluogo Chieti, era suddivisa in successivi livelli amministrativi gerarchicamente dipendenti dal precedente. Al livello immediatamente successivo alla provincia individuiamo i distretti che, a loro volta, erano suddivisi in circondari. I circondari erano costituiti dai comuni, l'unità di base della struttura politico-amministrativa dello Stato moderno, ai quali potevano far capo le ville, centri a carattere prevalentemente rurale.
La provincia comprendeva i seguenti distretti:
- Distretto di Chieti istituito nel 1806
- Distretto di Lanciano istituito nel 1806
- Distretto di Vasto istituito nel 1816

Ogni distretto era suddiviso in circondari per un totale di 25, i quali comprendevano complessivamente 123 comuni.